# Johann II. Bose
Johann II. Bose (genannt auch Johannes von Bose) († 1. Oktober 1463) war von 1431 bis 1463 Bischof von Merseburg.

## Leben
Johann entstammte dem alten sächsischen Adelsgeschlecht von Bose. Er war der vierte Sohn von Heinrich Bose, Ritter und Assessor der curia regia (Königshof) in Merseburg und dessen Ehefrau geb. von Löser. Er wurde erstmals 1418 urkundlich erwähnt. Seine Brüder hießen Balthasar († 1463), Georg († nach 1477) und Günther († 1432).
Johann wurde zunächst Stiftspropst zur Kirche St. Sixti in Merseburg, später Apostolischer Nuntius und schließlich päpstlicher Obersteuereinnehmer in der Magdeburger Kirchenprovinz sowie im Bistum Meißen. Sein weiterer Werdegang führte ihn wieder nach Merseburg, wo er Dompropst wurde.
Im Jahr 1431 wurde er zum Bischof zu Merseburg gewählt. Zuvor war sein Gegenkandidat Georg von Haugwitz zurückgetreten. Die päpstliche Bestätigung durch Eugen IV. erhielt er unter der Voraussetzung, dass er seine kirchlichen Pflichten nicht einem Weihbischof übertrage, sondern diese selbst wahrnehme.
Die Weihe empfing er durch den Bischof Johannes (von Schleinitz) von Naumburg.
Im Verlauf der Fehde Günthers II. von Schwarzburg mit den Städten Magdeburg und Halle nahm er Partei für seinen Metropoliten, musste jedoch militärische Schläge von Seiten der Stadt Halle hinnehmen. 1435 gehörte er zu den Vermittlern, die zu Kloster Neuwerk einen Friedensschluss erreichten. Im Jahr 1440 schloss er mit dem Kurfürsten von Sachsen und weiteren Herren ein Abkommen für drei Jahre, innerhalb derer sich die Parteien verpflichteten, möglichen Streit durch einen Schiedsrichter beilegen zu lassen und sich gegen auftretende Feinde gegenseitig zu unterstützen.
Im Jahr 1444 erwarb er die von Günther von Magdeburg verpfändeten Burgen Lauchstädt, Liebenau und Schkopau. Kurz danach bestätigte er nach einem Brand der Stadt Merseburg alle von seinen Vorgängern gewährten Rechte. Den durch den Brand Geschädigten erließ er die Steuern für vier Jahre. Bei Ausbruch des Sächsischen Bruderkrieges gewährte er der Stadt Gelder zur Modernisierung und Erweiterung der Stadtmauer. Mit dem fortifikatorischen Gesamtkonzept für Stadt und Bischofsburg zeigte der Bischof einen ausgezeichneten militärischen Weitblick.
Im Krieg zwischen dem Kurfürsten von Sachsen Friedrich und seinem Bruder Wilhelm wurden auch die merseburgischen Städte Lützen und Zwenkau stark betroffen. Johann versuchte eine Einigung im sächsischen Bruderstreit herbeizuführen. Nach Friedensschluss ließ der Bischof die Schäden in den betroffenen Städten in seinem Herrschaftsbereich beseitigen. Außerdem veranlasste er größere Baumaßnahmen in Merseburg; unter anderem wurden die Befestigungen seiner Residenz und der Stadt verstärkt.
Während seiner Amtszeit sorgte Johannes für mehr Ordnung im Kirchen- und Klosterleben. Sein in Merseburg erhaltenes Lehnbuch ist eine ausgezeichnete historische Quelle und zeigt auch, dass Johannes finanziell gut gewirtschaftet und das Einkommen des Bistums Merseburg erheblich vermehrt hat. Besonders zu erwähnen ist die Anlage ganzer Teichlandschaften in Knapendorf, Schkopau und Merseburg für die Fischzucht, was der Tafel des Bischofs und der Kasse des Hochstiftes zugutekam.
Johann Bose starb an der Pest im Jahre 1463 nach ungewöhnlich langer, 32-jähriger Amtszeit als Bischof. Im Merseburger Dom befindet sich noch heute sein Grab.